# AJ Johnson
Akeem Jamaal Johnson, dit AJ Johnson, né le 1er décembre 2004 à Fresno en Californie, est un joueur américain de basket-ball évoluant aux postes de meneur et d'arrière. Il mesure 1,94 m.

## Biographie

### Illawarra Hawks (2023-2024)
Au cours de la saison 2023-2024, il joue pour les Illawarra Hawks en NBL, où il est suivi et considéré par les analystes NBA comme un prospect de milieu, voir de fin de second tour. Il termine la saison avec un bilan statistique très contrasté de 2.8 points, 1.3 rebonds et un peu moins d'une passe décisive par match, jouant en moyenne 8 minutes par rencontre, pour 25 matchs disputés.

### Bucks de Milwaukee (2024-février 2025)
Il est sélectionné par les Bucks de Milwaukee à la 23e position de la draft 2024 de la NBA. Sa sélection à un si haut rang porte à réflexions et débats au sein de la communauté NBA, certains exposent le facteur « plan de développement » de ce choix, tandis que d'autres le fustigent pour sa trop grande prise de risque de la part d'une franchise n'ayant que peu de marge de manœuvre en cas de nécessité de reconstruction à venir. Johnson commence donc son aventure NBA avec l'étiquette « prise de risque ».

### Wizards de Washington (depuis février 2025)
Peu responsabilisé par les Bucks et jouant principalement en G-League, Johnson est utilisée comme pièce complémentaire dans le transfert de son coéquipier, Khris Middleton, vers les Wizards de Washington; équipe qu'il rejoint donc le 5 février 2025.
Il joue son premier match avec Washington le 8 février, durant lequel il inscrit 2 points en 9 minutes. 